# Przedmurze (architektura)

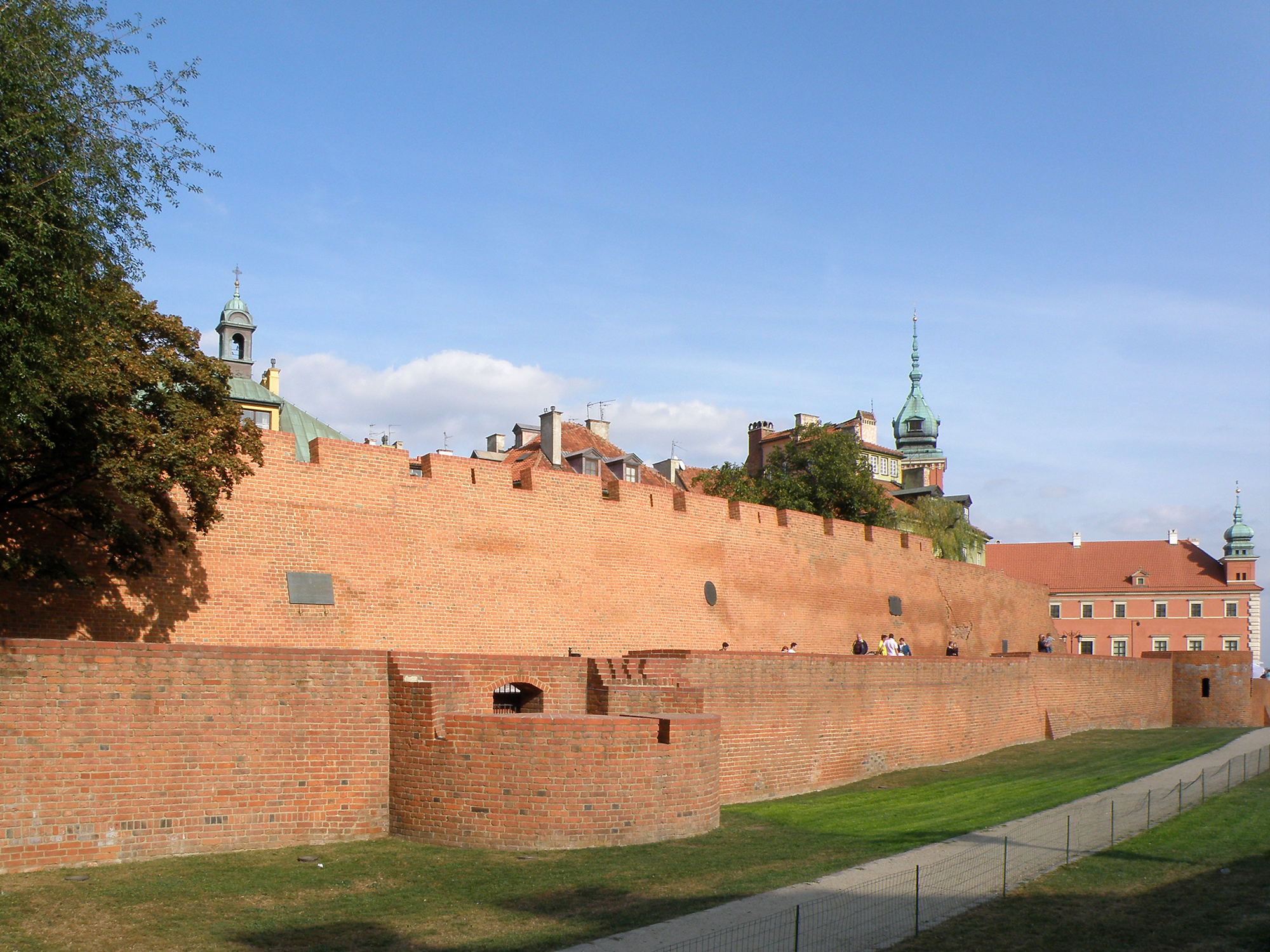
Przedmurze na pierwszym planie, za nim główny mur obronny

Przedmurze (przymurek)  – dodatkowy niski (nie zasłaniający pola ostrzału) mur obronny, wał ziemny lub ostrokół usytuowany po zewnętrznej stronie głównego muru obronnego, na podwalu, tj. w przestrzeni między głównym obwodem obronnym i fosą (czasami nazywano w ten sposób także tę przestrzeń). Obszar znajdujący się pomiędzy murem obronnym a przedmurzem określany był terminem międzymurze lub zwinger. Przedmurze zaczęto stosować od czasu pojawienia się broni palnej.